# 원화 (후한)
원화(元和)는 중국 후한(後漢) 장제(章帝)의 두 번째 연호이다. 84년 8월에서 87년 7월까지 4년 동안 사용하였다.

## 개원
건초(建初) 9년 8월 20일(84년 10월 8일)에 연호를 원화(元和)로 개원함.

## 연대대조표
| 원화                | 원년       | 2년        | 3년        | 4년        |
| 서력                | 84년       | 85년       | 86년       | 87년       |
| 육십간지 (六十干支) | 갑신(甲申) | 을유(乙酉) | 병술(丙戌) | 정해(丁亥) |

## 같이 보기
- 다른 왕조의 같은 연호
  - 당(唐) 원화(806년 ~ 820년)

- 중국의 연호